# Танакпур
Танакпур (англ. Tanakpur, гінді टनकपुर) — село в окрузі Чампават індійського штату Уттаракханд. 
Танакпур найбільш відомий тим, що біля нього (за 30 км) на березі річки Сарда розташований храм Пурнаґірі, де щороку проводиться багатолюдний та тривалий (40 днів) індуїстський фестиваль[джерело?]. Крім того, тут проходить маршрут до озера Манасаровар.
| Індія | Це незавершена стаття з географії Індії. Ви можете допомогти проєкту, виправивши або дописавши її. |